# 福井県道172号皿谷大野線
福井県道172号皿谷大野線（ふくいけんどう172ごう さらだにおおのせん）は、福井県福井市皿谷町から同県大野市に至る一般県道である。

## 路線概要
福井市の主要地方道である福井県道31号篠尾勝山線と大野市の国道157号大野バイパスを結ぶ路線である。福井市と勝山市を結ぶ福井県道31号が当路線の起点附近で分断していることから、奥越と福井市を結ぶという意味で重要な路線である。
なお、この道路は福井市、大野市の市境が未整備区間（交通不能区間）となっている点線県道であるが、代替道路となる林道美山大野線を経由して通行可能である。ちなみに九十九廻坂という峠を、福井県内の林道として初めてのトンネルとなる九十九廻坂トンネル（延長615m、幅員7.0m）が貫通している。

### 路線データ
福井県条例規則集の「県道認定路線一覧」に基づく起点及び終点は次の通り。
- 起点：福井市皿谷町
- 終点：大野市中保（中保南交差点＝国道157号大野バイパス交点）
- 実延長：9,418 m
  - 福井土木事務所管内：3,860 m（福井市皿谷町 - 福井市皿谷町）[5]
  - 奥越土木事務所管内：5,558 m（大野市尾永見（市境） - 同市中保）[6]

## 歴史

### 年表
- 1960年（昭和35年）7月1日 - 県道の路線認定に関する告示（昭和35年7月1日福井県告示第460号）により皿谷大野線（足羽郡美山村皿谷 - 大野市）として県道に指定[1]。
- 2006年（平成18年）2月1日 - 県道の路線認定に関する告示等の一部改正（平成18年2月1日福井県告示第109号）により、起点を福井市皿谷町に改正[2]。
- 2014年（平成26年）4月22日 - 大野市内の経路が変更され、終点が国道157号大野バイパス交点に変更[7]。
- 2024年（令和6年）1月30日 - 道路改良工事に伴い、大野市陽明町三丁目12番から同市中保27字墓前9番1までの区間（延長899.9 m）を追加[8]。

## 通過する自治体
- 福井県
  - 福井市 - 大野市

## 路線状況
起点となる福井県道31号の分岐から皿谷集落を抜け、1.5車線程度の道路をしばらく進むと左手にコンクリート舗装された林道美山大野線との分岐が現れる。県道172号はそのまま直進するが、谷沿いの平坦地を抜けて森林に差し掛かると道路状況が悪化して林道のような状態となる。芦見川沿いに続く道路は九十九廻坂附近まで通じているが、車両による通行は非常に困難である。
車両で九十九廻坂を抜ける場合、全線がアスファルト（一部コンクリート）舗装された林道美山大野線（自動車道1級1車線林道：幅員5.0m）を使用する。九十九廻坂トンネルと前後区間のみ2車線で整備されているが、大野市側の橋を抜けると元の幅員に戻る。九十九廻坂の麓にある砂防堰堤附近で林道美山大野線が終了して県道172号の大野市側と接続する。大野市側は林道開通前は九十九廻坂からつづら折れで谷を降りる峠道が存在したが、林道開通後は廃れている。大野市牛ケ原の尾永見集落を抜けると、田園地帯の中を走るセンターラインが引かれた2車線県道に変わる。国道158号との交点である下丁（しもようろ）交差点以降は、大野市の市街地を横断する都市型の県道となり、終点の国道157号（大野バイパス）に至る。
かつては水落町交差点から南下する、通称「一番通り」が本路線に指定されて国道476号と接続していたが、大野市街地を通過する大野市道（水落町 - 中挟）、旧国道157号（中挟 - 月美）、福井県道26号大野勝山線（月美 - 中保）の各区間が本路線に編入され（水落町 - 月美の区間は旧国道158号でもあった）、終点が国道157号（大野バイパス）との交点に変更されている。市街地の現状は旧国道157号区間を経由するクランク状の経路となっているが、大野市中挾から中保（終点の北約0.4 km）間を直線的に国道157号へ接続するバイパス道路の整備工事が2020年（令和2年）度から行われており、完成すると大野市街地を屈折することなく東西に貫通する路線となる。

## 通過する峠
- 九十九廻坂

## 未整備区間
- 福井市皿谷町 - 大野市牛ケ原尾永見

## 接続路線
- 福井県道31号篠尾勝山線（福井市皿谷町、起点）
- 林道美山大野線（未開通区間を接続）
- 国道158号現道（大野市牛ケ原・下丁交差点）
- 福井県道240号本郷大野線（大野市新町・三番交差点）
- 国道157号（大野バイパス）・福井県道26号大野勝山線（大野市中保、終点）

## 沿線
- 西日本旅客鉄道越美北線 牛ケ原駅